# Changlang (Stadt)
Changlang ist ein Ort im Bundesstaat Arunachal Pradesh im Osten Indiens. Changlang gehört zum gleichnamigen Distrikt Changlang und ist dessen Verwaltungssitz.

## Geographie
Changlang befindet sich im Osten Arunachal Pradesh auf einer Höhe von 451 Metern.

## Demographie
Gemäß der Volkszählung in Indien 2011 hat Changlang eine Einwohnerzahl von 6236. Der Männeranteil der Bevölkerung betrug dabei 56,2 %, der Frauenanteil 43,8 %. Changlang hat einen Alphabetisierungsgrad von 72 %, welcher höher als der nationale Durchschnitt von 59,5 % ist. 10,94 % der Bevölkerung sind unter 6 Jahre alt.